# Olimpiai járadék
Az olimpiai járadék bizonyos magyar állampolgárságú sportolóknak a sportról szóló 2004. évi I. törvény („sporttörvény”) rendelkezései szerint járó ellátás.
2009-ben kb. 900-an kapták, az államnak ez mintegy 1,2 milliárd forintjába került.

## A járadék folyósításának szabályai
A szabályok a sporttörvényben (59–61/A. §) és az olimpiai járadékról szóló kormányrendeletben vannak meghatározva, és a jogszabályok elfogadása óta eltelt időben számos esetben módosultak. A törvény részletesen rendelkezik a jogosultakról, az igény benyújtásáról, a folyósításról (többek között az olimpikon özvegyének is), az és esetleges érdemtelenné válásról, valamint a járadék megvonásáról is.